# Rachel Carson
Rachel Louise Carson (27 tháng 5 năm 1907 – 14 tháng 4 năm 1964) là nhà động vật học và sinh học biển sinh tại Pittsburgh, Hoa Kỳ. Tác phẩm nổi tiếng của bà, Mùa xuân vắng lặng (Silent Spring), được ghi nhận là đã làm xuất phát điểm cho phong trào bảo vệ môi trường trên toàn cầu. Mùa xuân vắng lặng tạo ra một ảnh hưởng sâu rộng tại Hoa Kỳ và làm thay đổi chính sách quốc gia về thuốc trừ sâu. Rachel Carson được truy tặng huân chương tổng thống về tự do (Presidential Medal of Freedom).
Khi chúng ta quan tâm đến bản chất và những điều kỳ lạ của vũ trụ xung quanh chúng ta nhiều hơn, chúng ta sẽ giảm bớt được những tác động phá hoại. – Rachel Carson

## Cuộc đời và học vấn
Rachel Carson sinh năm 1907 tại một nông trang gia đình nhỏ gần vùng Springdale, Pennsylvania. Khi còn là một đứa trẻ, bà dành hàng giờ để hỏi han mẹ về các ao hồ, cánh đồng và khu rừng. Ban đầu, bà tới trường để học tiếng Anh và viết văn nhưng sau đó chuyển sang học về chuyên ngành sinh vật biển. Năng khiếu về viết giúp bà rất nhiều trong lĩnh vực mới, nó giúp bà làm cho "động vật trong nước hay trong gỗ trở lên sống động đối với người khác cũng như sống động đối với tôi". Bà tốt nghiệp loại xuất sắc trường Đại học Nữ sinh Pennsylvania, ngày nay gọi là Đại học Chatham, vào năm 1929. Mặc dù khó khăn về tài chính, bà tiếp tục học về động vật học và di truyền học tại Đại học Johns Hopkins University. Tại đây, bà nhận bằng thạc sĩ về động vật học vào năm 1932.
Carson tham gia giảng dạy động vật tại đại học Johns Hopkins và đại học Maryland trong vài năm. Bà tiếp tục học chương trình tiến sĩ tại phòng thí nghiệm sinh vật biển tại Woods Hole, Massachusetts. Điều kiện kinh tế của bà vốn đã khó khăn càng trở lên tồi tệ hơn khi năm 1932, cha bà chết để lại cho bà trách nhiệm chăm sóc mẹ. Do đó, bà không thể tiếp tục học hết chương trình tiến sĩ. Thay vào đó, bà hoàn thành luận văn tiến sĩ với tiêu đề "Sự phát triển tiền thận trong giai đoạn phôi và ấu trùng của cá trê (catfish) Ictalurus puncatatus". Sau đó, bà làm việc bán thời gian cho cục thủy sản Hoa Kỳ với vị trí là một người viết bài khoa học. Tại đây, bà phải chịu đựng và cố gắng vượt qua sự phản đối khi bà, một người phụ nữ, lại đăng ký tham gia kỳ thi tuyển chọn dịch vụ công (American Civil Service Exam). Dù vậy, bà đã vượt qua tất cả các ứng viên khác trong kỳ thi năm 1936 và trở thành người phụ nữ đầu tiên được làm việc lâu dài với vị trí là nhà sinh học biển tại Ngành Cá và Động Thực Vật Hoang Dã Hoa Kỳ (US Fish and Wildlife Service) thuộc Cục Thủy Sản (Bureau of Fisheries).

## Sự nghiệp và các xuất bản phẩm
Với vị trí của mình tại Cục Thủy Sản Hoa Kỳ, Carson tham gia viết nhiều thể loại từ sách dạy nấu ăn tới các bài báo khoa học. Bà trở nên nổi tiếng với khả năng viết bài có chất lượng cao của mình. Một lần, trưởng phòng điều tra khoa học trực thuộc cục thủy sản, người đã giúp bà tìm việc, đã từ chối xuất bản một trong những bản thảo của bà với lý do "quá văn chương". Thay vào đó, ông khuyên bà gửi nó tới tạp chí Atlantic Monthly. Bản thảo đã được chấp nhận và xuất bản với tiêu đề "Dưới Đáy Biển" (Undersea) vào năm 1937 trong cho sự ngạc nhiên và vui sướng của bà. Cùng năm đó, trách nhiệm của bà đối với gia đình càng nặng nề hơn khi chị gái của bà chết ở tuổi 40 và để lại cho bà trách nhiệm nuôi nấng 2 cháu gái.
Nhà xuất bản Simon & Schuster rất ấn tượng với tác phẩm "Dưới Đáy Biển" của bà và đề nghị bà phát triển bài báo này nhằm xuất bản dưới dạng sách. Sau vài năm làm việc vào các buổi tối, quyển sách "Dưới Làn Gió Biển" (Under the Sea-Wind) ra đời và được đánh giá xuất sắc mặc dù nó thất bại về mặt thương mại. Lý do là nó được xuất bản chỉ 1 tháng trước khi xảy ra vụ Trân Châu cảng, sự kiện dẫn đến việc Hoa Kỳ tham gia chiến tranh thế giới thứ 2.

## Sách
- Under the Sea Wind, 1941, Simon & Schuster, Penguin Group, 1996, ISBN 0-14-025380-7
- The Sea Around Us, 1951, Oxford University Press, 1991, ISBN 0-19-506997-8
- The Edge of the Sea, 1955, Mariner Books, 1998, ISBN 0-395-92496-0
- Silent Spring, Houghton Mifflin, 1962, Mariner Books, 2002, ISBN 0-618-24906-0
  - Silent Spring initially appeared serialized in three parts in the 16 June, 23 June, and 30 June 1962 issues of The New Yorker magazine
- The Sense of Wonder, 1965, HarperCollins, 1998: ISBN 0-06-757520-X published posthumously
- Lost Woods: The Discovered Writing of Rachel Carson, Beacon Press, 1998, ISBN 0-8070-8547-2
- Always, Rachel: The Letters of Rachel Carson and Dorothy Freeman 1952-1964 An Intimate Portrait of a Remarkable Friendship, Beacon Press, 1995, ISBN 0-8070-7010-6 edited by Martha Freeman (granddaughter of Dorothy Freeman)